# FC Bergheim
Actualités
Le Fußballclub Bergheim Damen ou FC Bergheim est un club autrichien de football féminin basé à Bergheim.

## Histoire

### Les débuts
L'histoire du club débute en 1999, quand une section de football féminin est créée à l'USK Hof. En 2001, le club est promu en deuxième division Centre, où il remporte deux fois le titre de champion, en 2007 et 2008. Le club aurait pu être promu en division supérieure en 2007, mais il a perdu les barrages de promotion contre le vainqueur de la D2 Sud, le FC Sankt Veit. En 2008, les barrages de promotion est cette fois-ci remporté très largement sur le score cumulé en deux matchs de 2-10 (contre le SV Groß-Schweinbarth, vainqueur de la D2 Est) par l'USK Hof, qui est promu en première division, et y reste jusqu'en 2011, l'année de la création d'une entente avec le FC Bergheim.

### Coopération FC Bergheim/USK Hof
Avant la saison 2011-2012, le FC Bergheim et l'USK Hof créent une entente, prévue pour durer jusqu'en 2013. Le SG FC Bergheim/USK Hof termine à l'avant-dernière place de la saison 2011-12, puis à la dernière place la saison suivante, et se voit relégué en deuxième division Centre/Ouest. L'entente Bergheim/Hof termine trois fois de suite championne, mais échoue deux fois aux barrages de promotion. À l'issue de la saison 2013-2014, c'est l'ASK Erlaa qui gagne les barrages de promotion, avec un score cumulé de 6-0, tandis qu'à l'issue de la saison suivante, c'est le Carinthians Soccer Women qui remporte les barrages de promotion grâce à la règle du but à l'extérieur (0-0 puis 2-2). Ce n'est qu'à l'issue de la saison 2015-2016, après être devenu le FC Bergheim Damen en 2014, que le club gagne les barrages de promotion, ayant pris sa revanche sur l'ASK Erlaa avec un score cumulé de 3-4. Depuis la saison 2016-2017, le FC Bergheim évolue en première division.

## Palmarès
- Championnat d'Autriche de deuxième division Centre
  - Champion : 2007 et 2008

- Championnat d'Autriche de deuxième division Centre/Ouest
  - Champion : 2014, 2015 et 2016

## Joueuses célèbres
- Sarah Zadrazil, actuellement au Bayern Munich, a joué pour l'USK Hof/FC Bergheim de 2008 à 2011, puis en 2016.